# Престон, Дженико, 17-й виконт Горманстон
Николас Дадли Престон, 17-й виконт Горманстон (англ. (Jenico) Nicholas Dudley Preston, 17th Viscount Gormanston; родился 19 ноября 1939 года) — британский наследственный пэр, заседал в Палате лордов в качестве барона Горманстона (создан в 1868 году) до 1999 года.
Англо-ирландский аристократ, лорд Горманстон — первый виконт Ирландии (титул создан в 1478 году).

## Биография
Родился 19 ноября 1939 года. Единственный сын и наследник Дженико Престона, 16-го виконта Горманстона (1914—1940) и Памелы Хэнли, дочери капитана Эдварда Хэнли и Леди Марджори Филдинг (дочери 9-го графа Денби). Он унаследовал семейные титулы (17-й виконт Горманстон в Пэрстве Ирландии, 20-й лорд Престон из Горманстона в Пэрстве Ирландии и 5-й барон Горманстон из Уайтвуда в Пэрстве Соединённого королевства) до его первого дня рождения. Лейтенант Дженико Уильям Престон, 16-й виконт Горманстон, погиб в бою в Дюнкерке во время сражения во Франции в 1940 году.
Его прадедом по материнской линии был генерал сэр Уильям Батлер (1838—1910) из замка Банша, графство Типперари, а его прабабушкой была знаменитая викторианская художница Элизабет Томпсон (1846—1933), она же леди Батлер. 14-й виконт Горманстон был его прадедом по отцовской линии.
Как и его предки, лорд Горманстон посещал бенедиктинскую школу в Даунсайде, Сомерсет. Он ценитель искусства и живет в Кенсингтоне, Лондон.

## Замок Горманстон
Родовое поместье, замок Горманстон в графстве Мит, Ирландия, больше не принадлежит семье. Замок полностью поддерживается францисканским орденом малых монахов (OFM), купленным в 1947 году. Вскоре после покупки орден открыл на прилегающей территории школу-интернат для мальчиков - Горманстон-колледж; с тех пор колледж стал дневной школой совместного обучения.

## Личная жизнь
В 1974 году Дженико Престон женился первым браком на польке Еве Антони Ландзиановской (1955—1984), дочери Феликса Ладзиановского. У лорда и леди Горманстон было два сына:
- Достопочтенный Дженико Фрэнсис Тара Престон (род. 30 апреля 1974), старший сын и наследник отца. Коммерческий директор Toye, Kenning & Spencer[англ.][5]. В 2015 году женился на Келли Рид (род. 1978), происходившей через свою мать от португальских маркизов Чавес, и от которой имеет одного сына[6]
- Достопочтенный Уильям Люк Престон (род. 3 мая 1976).

В ноябре 1997 года виконт Горманстон женился на Люси Арабелле Фокс (род. 1960). Она единственная дочь актера Эдварда Фокса и его первой жены, актрисы Трейси Рид (дочь Пенелопы Дадли-Уорд и Энтони Пелисье).